# Moebelotinus transbaikalicus
Moebelotinus transbaikalicus är en spindelart som först beskrevs av Kirill Yeskov 1989.  Moebelotinus transbaikalicus ingår i släktet Moebelotinus och familjen täckvävarspindlar. Inga underarter finns listade i Catalogue of Life.